# 魏智雄
魏智雄（韓語：위지웅，1986年9月19日—），韓國男演員、模特兒。

## 出演作品

### 电视剧
- 2009年：KBS2《IRIS》
- 2010年：SBS《雅典娜：戰爭女神》
- 2011年：SBS《太陽的新娘》
- 2012年：MBN《愛情能用錢買嗎》饰演 相亲男
- 2012年：KBS Drama《自體發光的她》饰演 泳池男子

### 电影
- 2009年：《走進炮火中》饰演 学生兵
- 2010年：《孤胆特工》饰演 组织成员
- 2011年：《丰山犬》饰演 哨兵
- 2011年：《倒计时》饰演 港口警卫员
- 2011年：《事物的秘密》饰演 夜店服务员
- 2011年：《登陆之日》饰演 马拉松选手
- 2013年：《腥红假期》饰演 镇伟[3]
- 2014年：《时尚王》饰演 时尚王选拔大赛预赛模特
- 2015年：《被禁止的爱情》饰演 俊焕
- 2016年：《妈妈的女儿》饰演 强仁
- 2016年：《年轻的姐夫》饰演 泰民
- 2016年：《两个小姨子》饰演 姐夫
- 2016年：《小姨子的梦》饰演 姐夫
- 2017年：《诱惑》饰演 胜焕
- 2017年：《隔壁的女人》饰演 昌秀
- 2017年：《大哥的老婆3：楼下的夫人》饰演 载赫
- 2017年：《有特点的电影》饰演 殷秀男
- 2019年：《今天也和平安好》饰演 李秀龙
- 2019年：《乐园之夜》饰演 福成的手下
- 2023年：《外星+人2部》饰演 马尔蒂教练

## 外部連結
- 魏智雄的Instagram帳戶
- 魏智雄在互联网电影资料库（IMDb）上的資料（英文）